# Махамбетов, Халила
Халила Махамбетов (1927—1998) — советский геолог, лауреат Ленинской премии 1966 года.

## Биография
В 1956 году окончил Казахский государственный университет им. С. М. Кирова.
Работал геологом на нефтепромыслах объединения «Эмбанефть», с 1958 года — старший геолог треста «Нефтегазмангышлакразведка», с 1960 года — старший геолог Западно-Казахстанского геологического управления.
В 1962—1966 годах — главный геолог Узеньской геологоразведочной экспедиции. В 1966—1970 годах — главный геолог Илийской геофизической экспедиции.

## Награды и звания
- Ленинская премия (1966 год);
- Орден «Знак Почёта».